# نادي تريزه
نادي تريزه هو نادي كرة قدم برازيلي تأسس في 1925 ، يقع مقره الرئيسي في كامبينا غراندي، ويلعب في الدوري البرازيلي الدرجة الثالثة.

## وصلات خارجية
- الموقع الرسمي